# Liste des cathédrales de Saint-Pétersbourg
Plusieurs confessions chrétiennes ont une cathédrale à Saint-Pétersbourg :
- la cathédrale Notre-Dame-de-Kazan ;
- la cathédrale Pierre-et-Paul ;
- la cathédrale Saint-André ;
- la cathédrale Saint-Isaac ;
- la cathédrale Saint-Nicolas-des-Marins ;
- la cathédrale Saint-Sauveur-sur-le-Sang-Versé ;
- la cathédrale Saint-Vladimir ;
- la cathédrale de la Trinité.